# Солано, Адриан
Адриан Солано (исп. Adrián Solano, род. 21 октября 1994, Маракай) — венесуэльский лыжный бегун, участник чемпионата мира по лыжным видам спорта 2017 года в Лахти.

## Участие в чемпионате мира 2017 года
За месяц до начала чемпионата Адриан Солано должен был начать тренироваться в Швеции, однако был задержан полицией в аэропорту во Франции, потому что был принят за нелегального мигранта.
На чемпионате дебютировал 22 февраля 2017 года, в квалификации на 10 км классическим стилем. Спортсмен показал очень слабую технику, несколько раз падал на дистанции. В конечном итоге сошел с трассы, после 55 минут, одолев примерно половину расстояния.
Днем позже спортсмен выступил в квалификации спринта свободным стилем. В этой квалификации также неоднократно перевернулся, однако дистанцию ему удалось закончить. Занял в квалификации последнее, 156 место со временем 13:49,33 минут. Для сравнения, победитель отборочного турнира (Сергей Устюгов) показал время 3:11,72 минут, и предпоследний бегун (также венесуэлец, Донато Агостинелли) прошёл трассу за 8:38,04 минут.

## Достижения

### Чемпионат мира
| Место | День       | Год  | Город | Конкуренция           | Время бега     | Потеря | Победитель          |
| ----- | ---------- | ---- | ----- | --------------------- | -------------- | ------ | ------------------- |
| 156.  | 23 февраля | 2017 | Лахти | Спринт вольным стилем | 13:49,33 минут | -      | Федерико Пеллегрино |

## Популярность
Неудача на чемпионате привлекла к Солано внимание общественности во всем мире, в том числе в России. Хотя Солано и прозвали «худшим лыжником в истории», информация о том, что перед выступлением он ни разу не тренировался на настоящих лыжах и даже не видел снега, вызвала сочувствие широкой аудитории зрителей и интернет-пользователей.